# Klaus Bugdahl
Klaus Bugdahl (født 24. november 1934 i Berlin, død 15. august 2023) var en cykelrytter fra Tyskland. Han kørte både landevejs- og banecykling og var aktiv fra 1954 til 1978. På bane vandt han adskillige medaljer ved EM.
Bugdahl vandt i 1955 det tyske mesterskaber i landevejscykling.
Han stillede til start ved 228 seksdagesløb og vandt de 37. Han kørte det sidste løb i 1978 i en alder af 43 år.